# 济南市图书馆
济南市图书馆，位于中华人民共和国山东省济南市的一座博物馆，建于1953年7月，国家一级图书馆、全国古籍重点保护单位。济南市图书馆的馆舍分中心馆和中山公园馆两部分，中心馆位于济南西部新城省会文化艺术中心，中山公园馆位于经三路中山公园西邻。

## 历史
济南市图书馆始建于1953年7月1日，2018年4月被中华人民共和国文化部评估定级为一级公共图书馆。2013年10月11日，位于省会文化艺术中心的新馆建成开放。中山公园馆主要以服务少年儿童读者为主。